# Martin Ryle
Martin Ryle, född 27 september 1918 i Brighton, East Sussex, död 14 oktober 1984 i Cambridge, Cambridgeshire, var en brittisk astronom, fysiker och nobelpristagare.
Ryle var Astronomer Royal 1972–1982. Han blev Fellow of the Royal Society 1952 och tilldelades Hughesmedaljen 1954, Royal Astronomical Societys guldmedalj 1964, Faradaymedaljen 1971, Royal Medal 1973 och Brucemedaljen 1974. Ryle och landsmannen Antony Hewish tilldelades Nobelpriset i fysik 1974 för "deras banbrytande arbeten inom radioastrofysiken: Ryle för hans observationer och uppfinningar, särskilt apertursyntestekniken, och Hewish för hans avgörande insatser vid upptäckten av pulsarerna".

## Eftermäle
Asteroiden 12136 Martinryle är uppkallad efter honom.